# Gare de Rockville
La gare de Rockville est une gare ferroviaire de la branche Metropolitan Subdivision (en) du réseau CSX Transportation. Elle est située à Rockville, dans la (Région métropolitaine de Washington) et l'État du Maryland aux États-Unis.
Elle forme un pôle d'échange multimodal avec la station Rockville de la Red Line du métro de Washington dont elle partage les accès.

## Situation ferroviaire
Établie en élévation sur un remblais, la gare de Rockville est située au point milliaire 16,7 de la ligne Metropolitan Subdivision (en), entre la gare de Garrett Park (en) et la gare de Washington Grove (en). 

## Histoire
La gare de Rockville est mise en service le 19 mai 1873, sur la branche Metropolitan Subdivision (en) du Baltimore and Ohio Railroad. Elle dispose d'un bâtiment principal, en brique rouge, dû à l'architecte Ephraim Francis Baldwin (en)

## Patrimoine ferroviaire
Le bâtiment d'origine de la gare est inscrit au National Register of Historic Places listings in Montgomery County, Maryland (en) le 18 juillet 1974.

Le bâtiment dans sa situation d'origine, en 1978
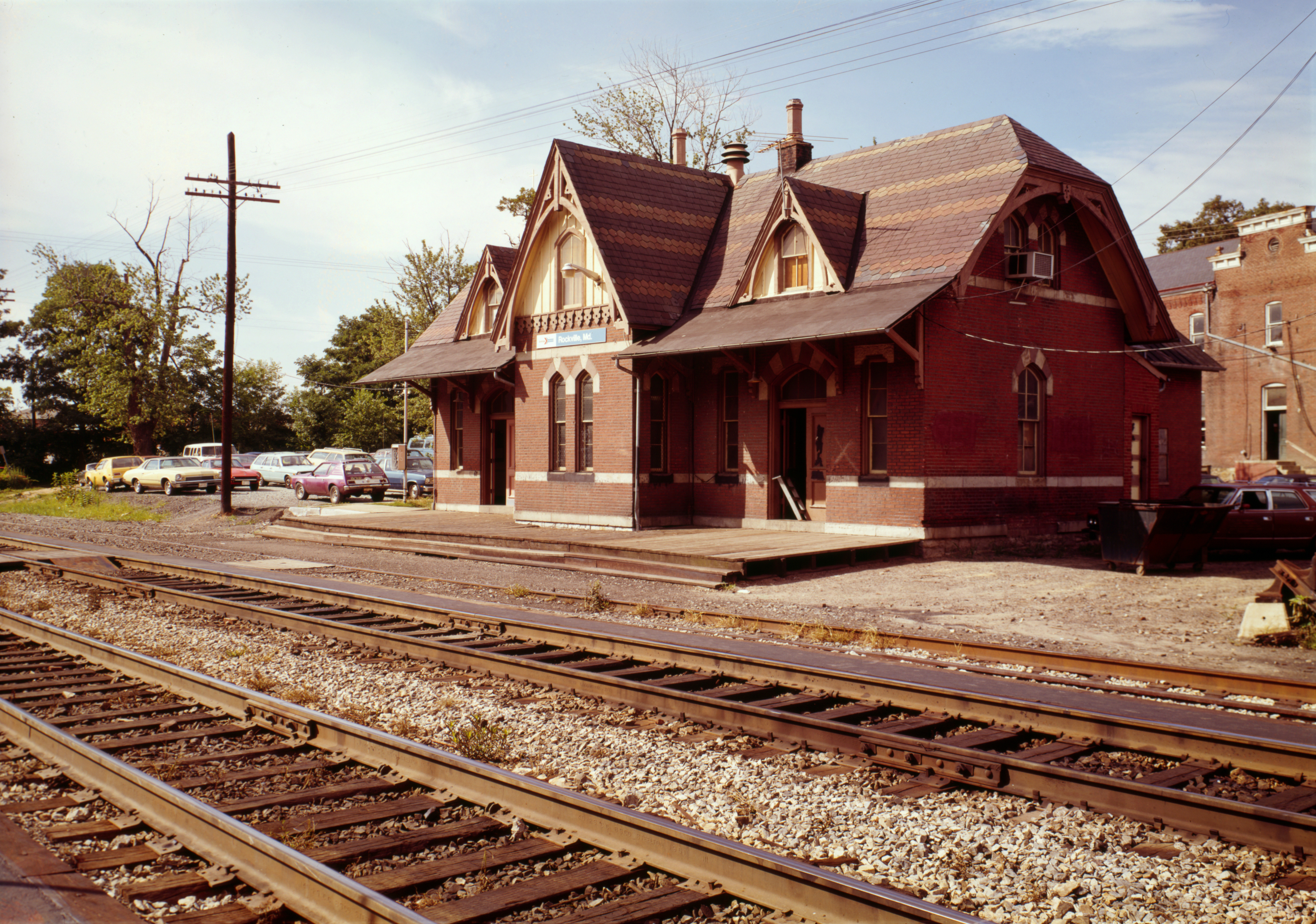
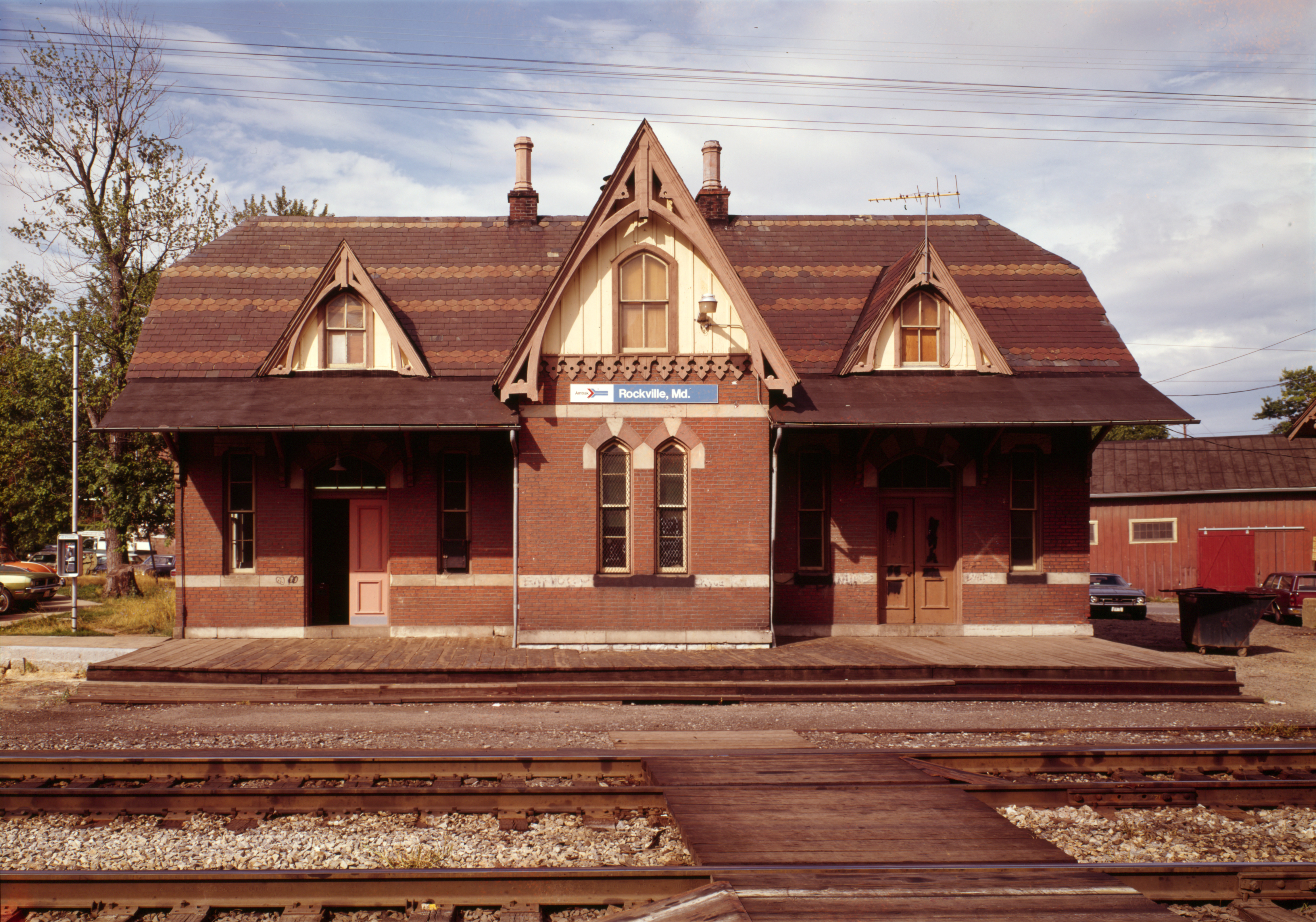
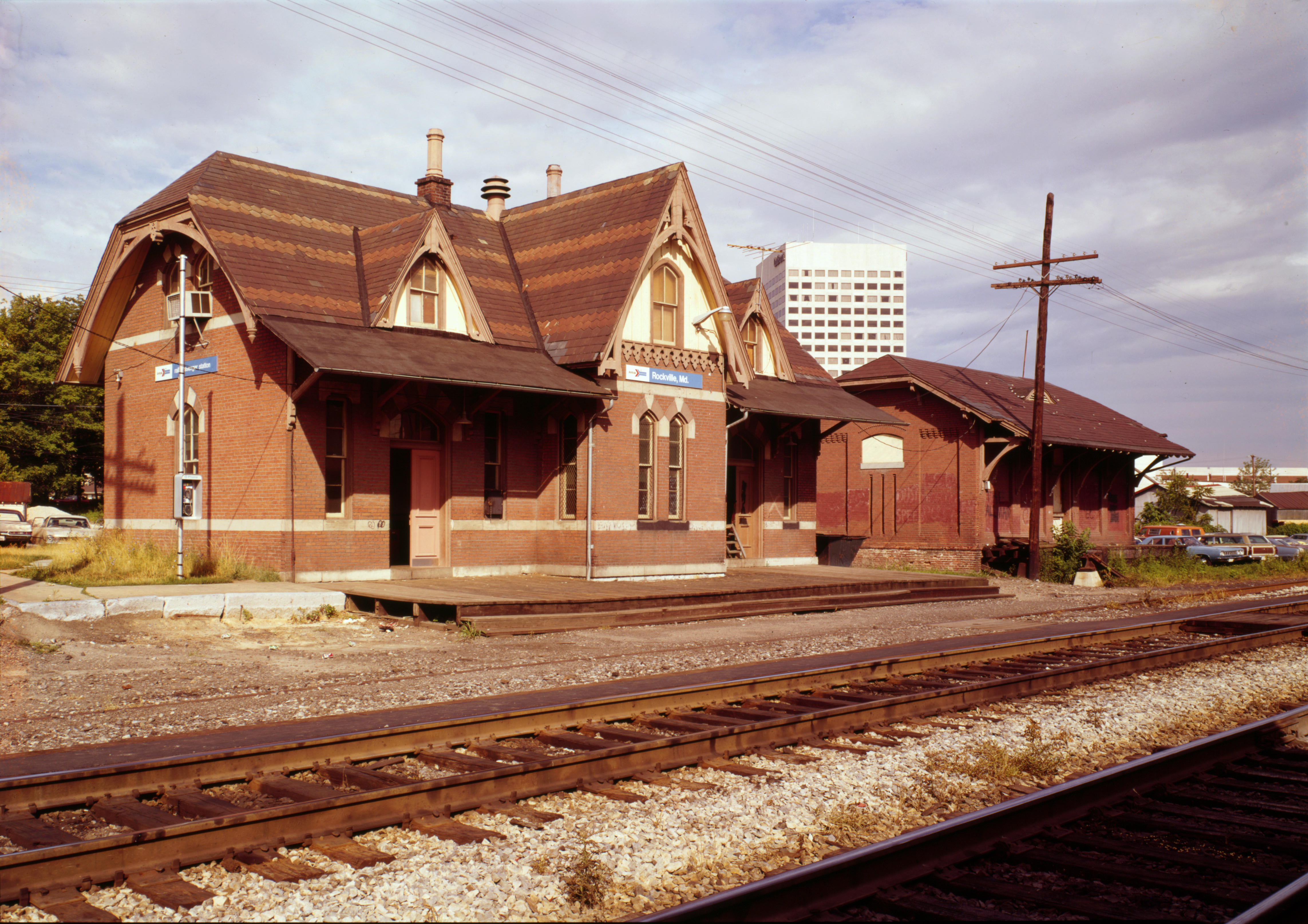

En 1981, le bâtiment voyageur et la halle à marchandises sont déplacés de 50 mètres, au sud, pour permettre la construction de la station du métro en parallèle aux nouveaux quais de la gare. Après restauration et réaménagement elle est devenue le siège d'un cabinet d'avocats.

Le bâtiment après son déplacement
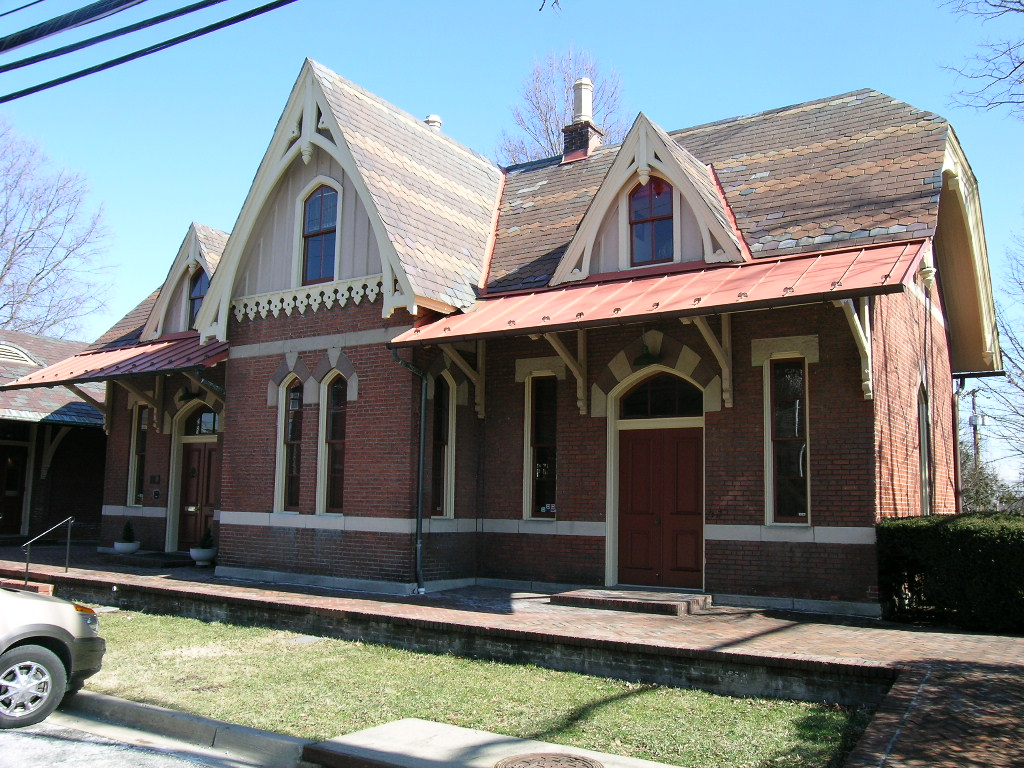
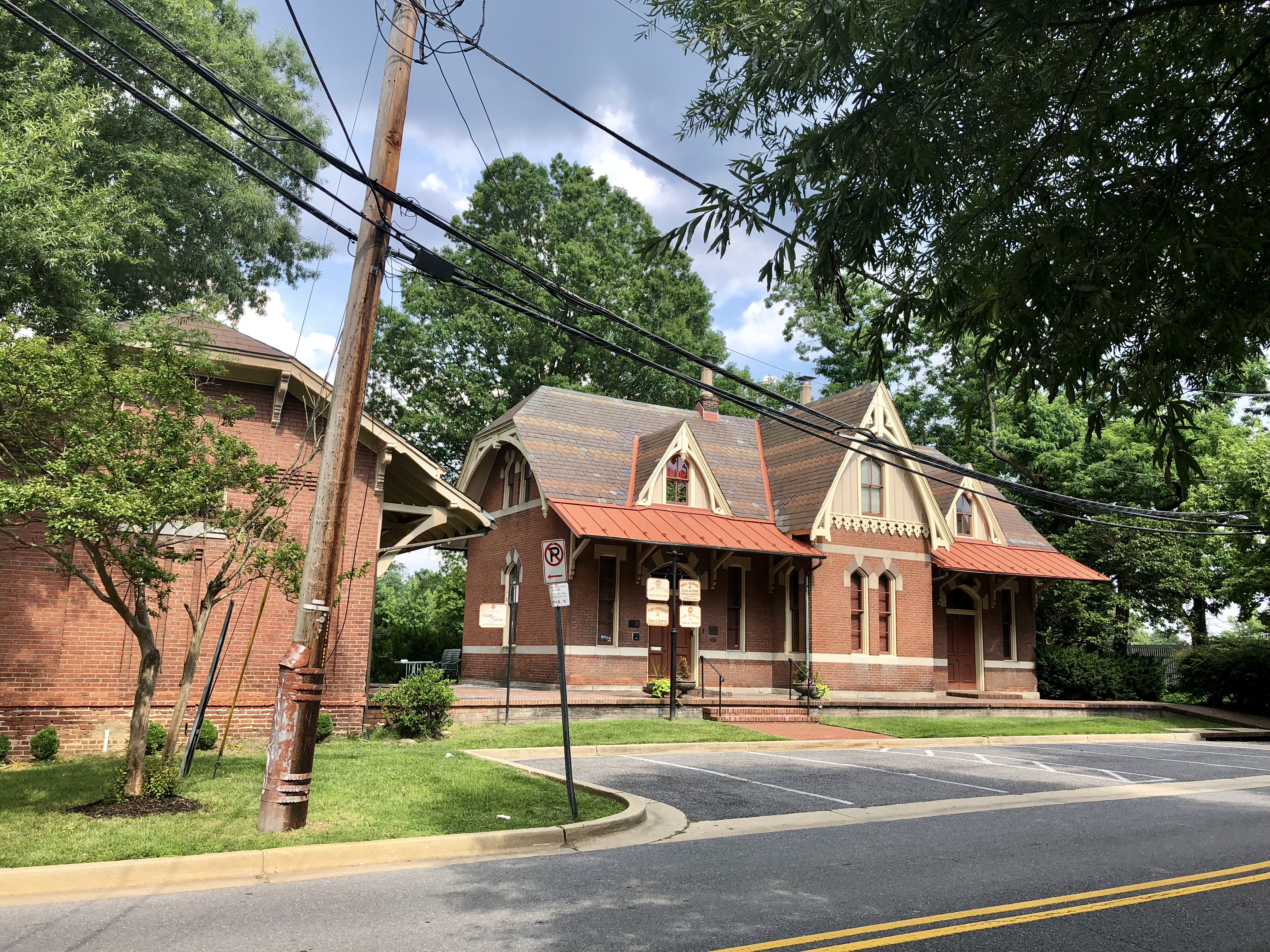
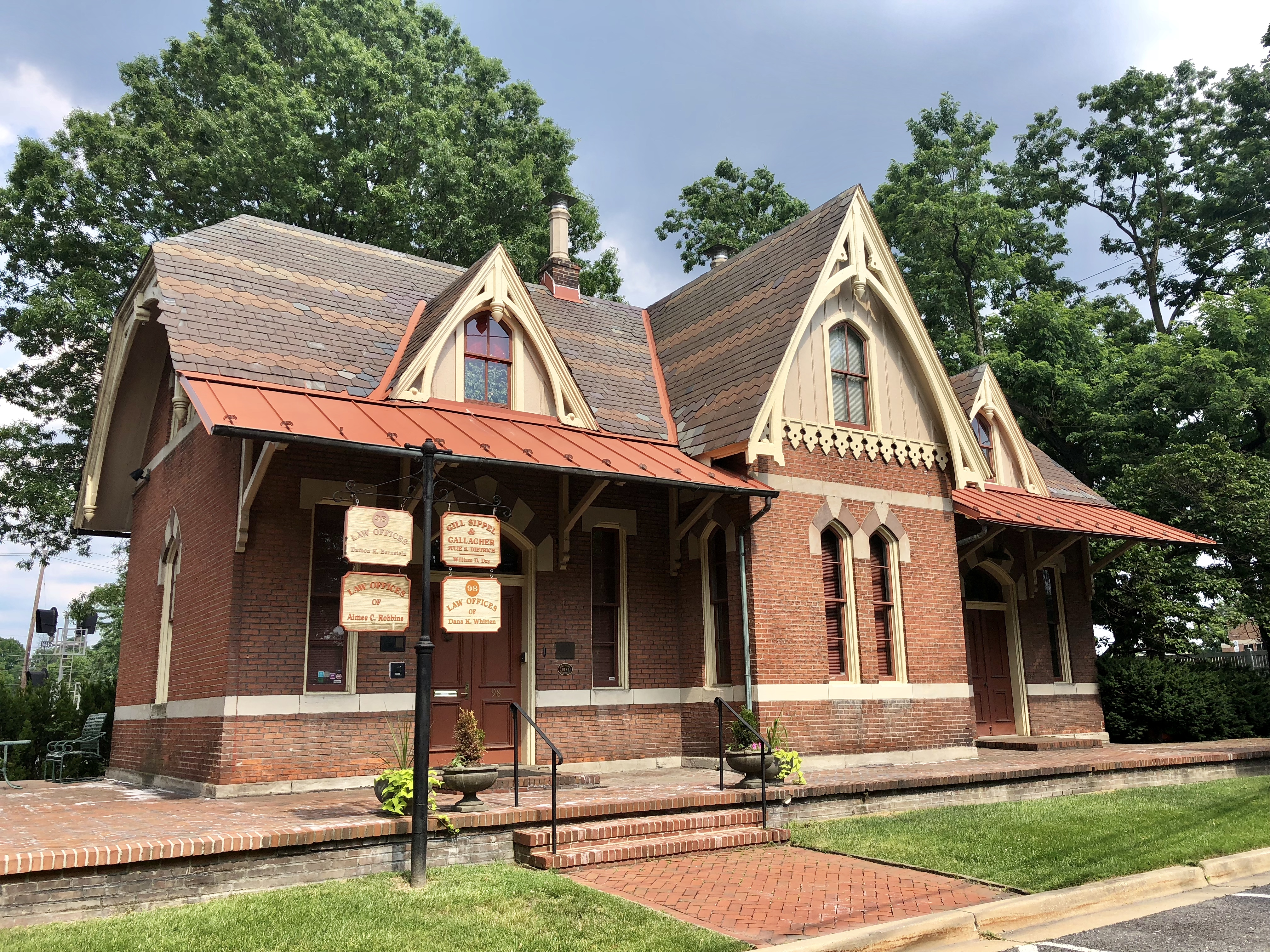